# Ameerega hahneli
Ameerega hahneli – gatunek płaza bezogonowego z rodziny drzewołazowatych (Dendrobatidae).

## Taksonomia
Część populacji z Peru, zaliczanych dawniej do Ameerega hahneli, okazała się należeć do osobnych gatunków – A. altamazonica i A. imasmari, co wykazały badania genetyczne.

## Występowanie
Boliwia, Brazylia, Kolumbia, Ekwador, Peru, Gujana, Gujana Francuska, Surinam. Zamieszkuje wiele obszarów chronionych.
Zamieszkuje tereny poniżej 400 m n.p.m., aczkolwiek zanotowano kiedyś osobnika na 1500 m w Kolumbii.

## Status
Jest pospolity oprócz regionu Gujana. Największym zagrożeniem jest dlań utrata i degradacja środowiska.